# Lígia Maria Moraes
Lígia Maria Moraes (29 luglio 1973 – Ourinhos, 19 febbraio 2015) è stata una cestista brasiliana.

## Carriera
Con il Brasile ha disputato i Campionati americani del 1993.